# Jaap Rusticus

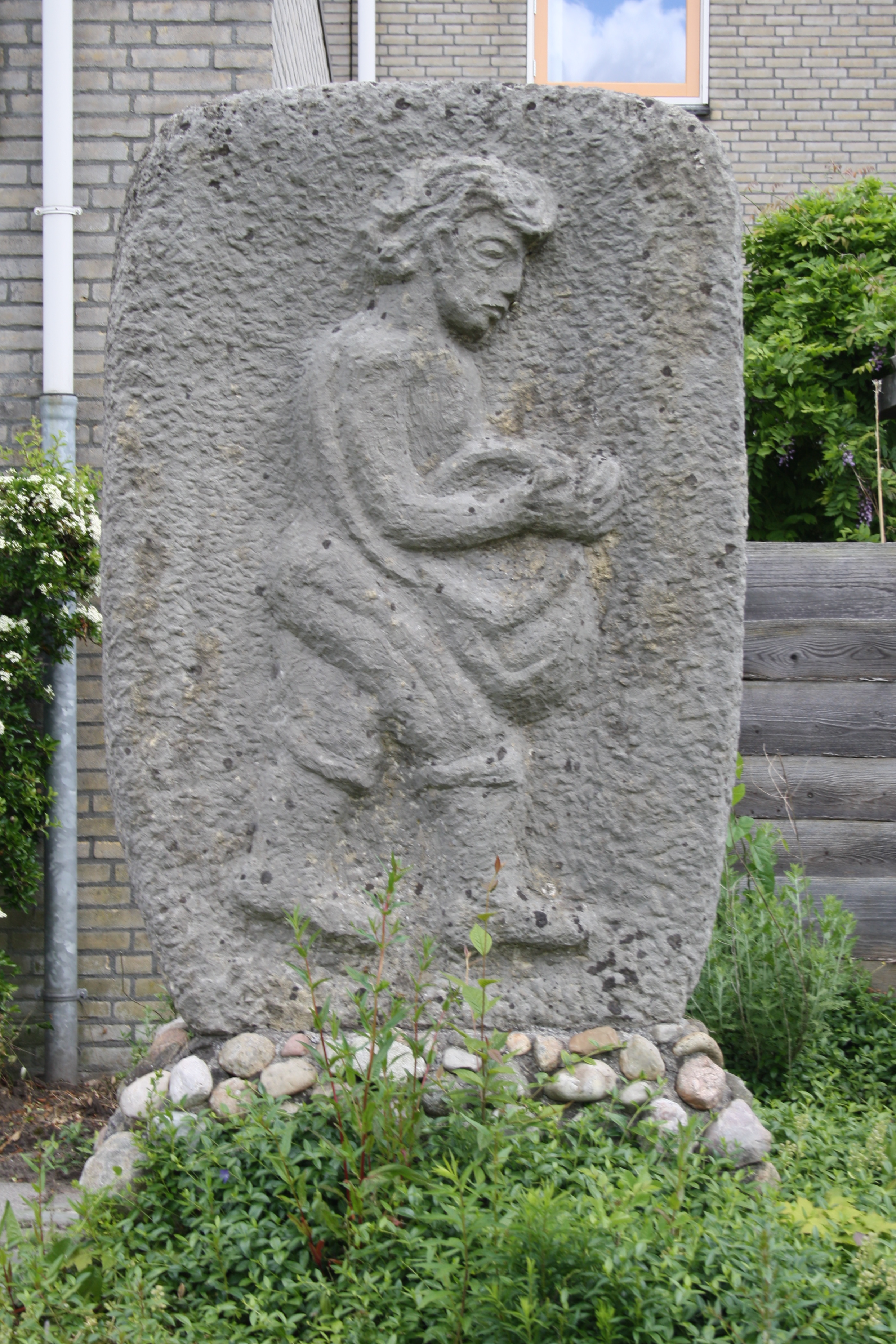
De zaaier (1969), Buitenpost

Jacob (Jaap) Rusticus (Buitenpost, 31 maart 1913 – Leeuwarden, 14 augustus 1972) was een Nederlands kunstschilder en beeldhouwer.

## Leven en werk
Jaap Rusticus was een zoon van slager Ykele Rusticus en Geertje van der Linde. Hij werkte aanvankelijk bij zijn vader in de zaak. Nadat die werd overgenomen door een broer, ging Rusticus in 1942 aan het werk als vertegenwoordiger bij steenhouwerij Klaas de Vries in Buitenpost. Hij was geïnteresseerd in kunst, maar de tekencursus bij de Maatschappij tot Nut van 't Algemeen kon hem niet boeien. Hij ging in de leer bij de schilders Jo Kloek (1945-1947) en Herman Dijkstra (1948-1951). Samen met Klaas Koopmans, ook een leerling van Kloek, Pier Feddema, Sjoerd Huizinga en Jan Frearks van der Bij richtte hij in 1948 de schildergroep Yn'e Line op. Zij exposeerden als groep onder andere in de Mangelgang in Groningen (1952) en de Prinsentuin in Leeuwarden (1954). Samen met een aantal andere kunstenaars, onder wie Chris Fokma, Jentsje Popma en Jan Murk de Vries, vormden zij in de tweede helft van de jaren 50 de nieuwe groep It Frysk Palet.
Rusticus bleef werken bij de steenhouwerij en was in zijn vrije tijd actief als kunstenaar. Als beeldhouwer was hij autodidact, hij maakte in 1954 zijn eerste werk van een steen die hij op steenhouwerij vond. Tijdens de tochten die hij als vertegenwoordiger maakte, maakte hij veel schetsen, die hij later uitwerkte tot houtsneden of in cement. Daarnaast maakte hij onder meer doopvonten, litho's, mozaïeken, schilderijen, sculpturen, sgrafitto en wandschilderingen.
In augustus 1972 was Rusticus met vakantie op Ameland. Hij raakte zwaar gewond tijdens een windhoos op Camping Duinoord en overleed een aantal dagen later in het Sint Bonifatius Hospitaal in Leeuwarden. Hij werd 59 jaar.

## Enkele werken
- 1958 gedenksteen voor de hal van de chr. nationale school in Berlikum.
- 1963 natuurstenen doopvont voor de Ger. Kerk op Vlieland.
- 1963 houtplastiek voor de hal van een chr. lagere school in Echtenerbrug.
- 1964 De goede herder, reliëf voor de chr. kleuterschool in Blija.
- 1963 marmeren doopvont voor de Ger. Kerk in Hengelo.
- 1969 De zaaier voor de chr. land- en tuinbouwschool (nu AOC) in Buitenpost.
- 1968 It Hynder of Het speelpaard, een in baksteen opgetrokken paard voor een lagere school in Buitenpost.
- muurschildering in de hal van de chr. nationale school in Hallum.

## Galerij

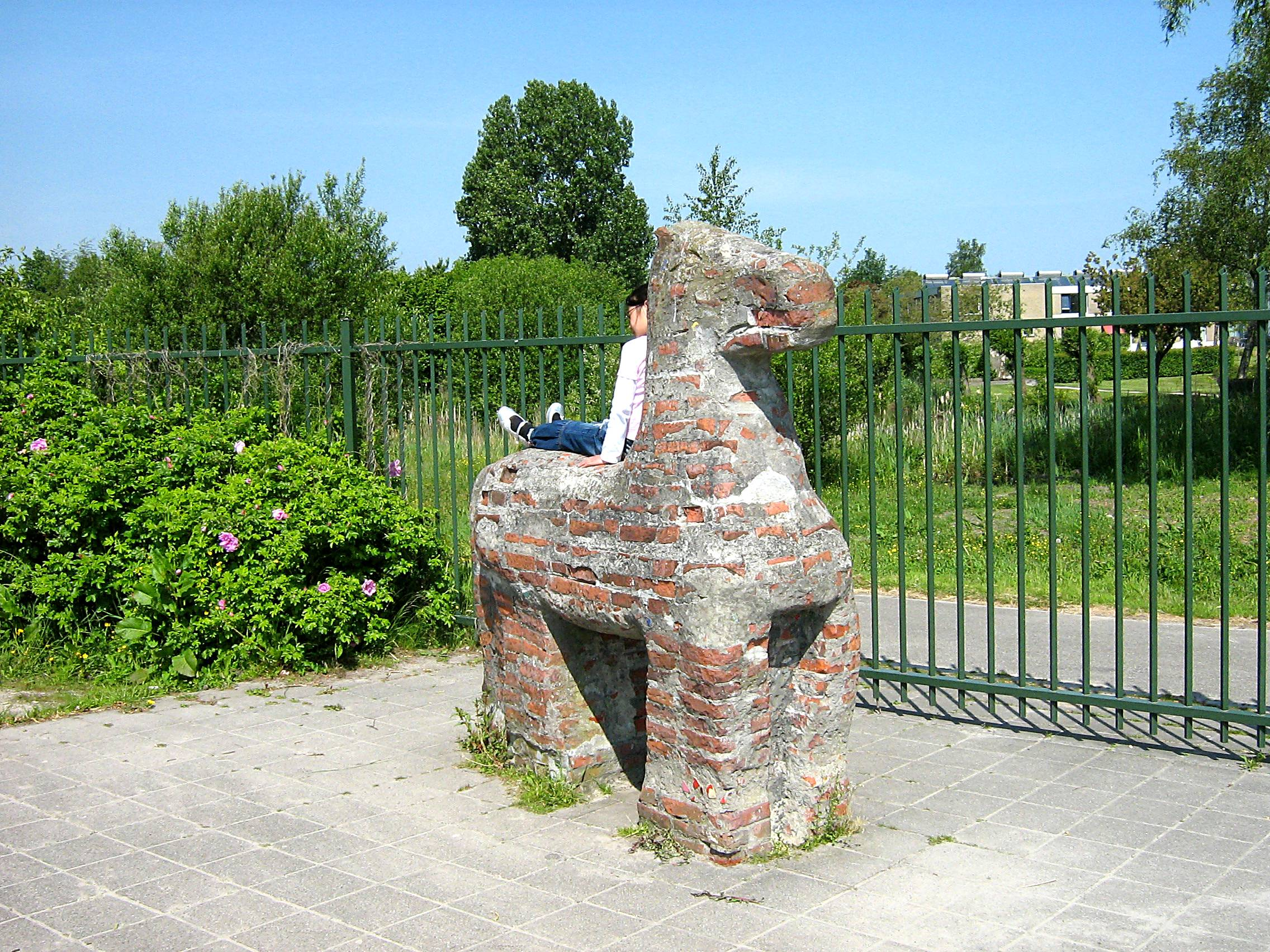
It Hynder
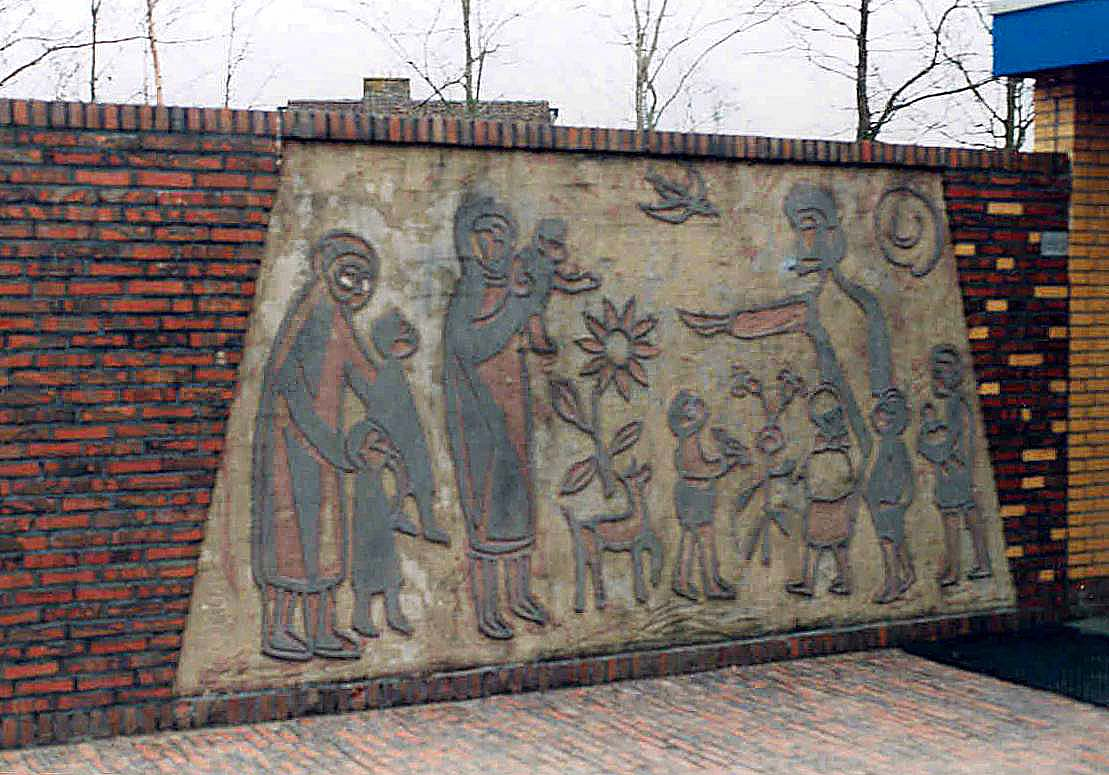
Eens brachten de moeders hun kinderen.jpg

- Biografisch Portaal: 71828354
- International Standard Name Identifier: 0000 0003 8999 8737
- Nederlandse Thesaurus van Auteursnamen: 244033439
- RKD-Nederlands Instituut voor Kunstgeschiedenis: 107849
- Virtual International Authority File: 283567939
- WorldCat: E39PBJdrDXfP3RxwB647QkCYT3